# 诺考达唑
诺考达唑（Nocodazole） 是一种抗肿瘤药物，通过使微管解聚发挥作用。微管对于细胞进入有丝分裂时期是至关重要的，许多药物，如vincristine、colcemid、Nocodazole等都可以干扰微管的聚合，从而使细胞停留在细胞周期的G2/M 期。在细胞生物学试验中，这些药物常常被使用，以使细胞同步化。